# Płonące siodła
Płonące siodła (ang. Blazing Saddles) – parodia westernu w reżyserii Mela Brooksa.
Bohaterem filmu jest szeryf miasteczka, który musi uporać się z bandytami oraz pewnym przedsiębiorcą kolejowym o niezbyt czystych rękach. Na dodatek, ku niezadowoleniu mieszkańców miasteczka, szeryf jest czarnoskóry.
Film otrzymał w większości pozytywne recenzje; serwis Rotten Tomatoes przyznał mu wynik 90%.

## Obsada
- Cleavon Little - Bart
- Gene Wilder - Jim
- Harvey Korman - Hedley Lamarr
- Slim Pickens - Taggart
- Madeline Kahn - Lili Von Shtrupp
- Mel Brooks - gubernator William J. Le Petomanne / Wódz Indian
- Burton Gilliam - Lyle
- Alex Karras - Mongo
- David Huddleston - Olson Johnson
- John Hillerman - Howard Johnson
- Liam Dunn - pastor Johnson
- George Furth - Van Johnson
- Carol Arthur - Harriet Johson
- Jack Starrett - Gabby Johnson
- Richard Collier - dr Samuel Johnson
- Robyn Hilton - panna Stein, sekretarka gubernatora
- Dom DeLuise - reżyser Buddy Bizarre
- Robert Ridgely - Boris, kat
- Charles McGregor - Charlie

i inni...